# Poecilomorpha laosensis
Poecilomorpha laosensis es una especie de coleóptero de la familia Megalopodidae. Presenta las subespecies Poecilomorpha laosensis laosensis y Poecilomorpha laosensis pretiosa.

## Distribución geográfica
Habita en Laos.